# 伯颜一世
伯颜一世（Bayan I，?—602年），是阿瓦爾汗國的首位可汗，在位期間為562年至602年。566年，因突厥汗国势力擴張，伯顏可汗率領一批阿瓦尔人及保加爾人西迁，最终在获得拜占庭帝国同意下在潘諾尼亞定居。